# Frederik III van Sicilië
Frederik III van Sicilië (Catania, 1 september 1341 - Messina, 27 januari 1377), bijgenaamd de Eenvoudige, was vanaf 1355 tot aan zijn dood in 1377 koning van Sicilië.

## Biografie
Frederik werd geboren als de tweede zoon van koning Peter II van Sicilië en Elisabeth van Karinthië. Het Huis Barcelona was aan de macht in Sicilië, destijds ook Trinacria genoemd; Sicilië was onderdeel van de Kroon van Aragon. Onder de regentschap van zijn zus Euphemia werd hij in 1355 na de dood van zijn broer Lodewijk de nieuwe koning van Sicilië.  Na de dood van zijn neef Frederik I van Athene werd Frederik III hertog van Athene en hertog van Neopatria. Deze twee Griekse vorstendommen waren de kruisvaardersstaten in handen van het koninkrijk Sicilië.
Frederik had tijdens zijn koningschap veel te kampen met de alsmaar doorgaande oorlogen met het koninkrijk Napels, een opflakkering van de Negentigjarige Oorlog (1282-1372). Het koninkrijk Napels was in handen van het Huis Anjou-Sicilië met pauselijke steun. Uiteindelijk sloot hij met hen vrede in 1372. Dit gebeurde met de ondertekening van de Vrede van Avignon (1372). 

## Huwelijken en kinderen
Op 11 april 1361 huwde Frederik met Constance van Aragon, een dochter van Peter IV van Aragon, en kreeg met haar een kind:
- Maria (1363-1401), koningin van Sicilië

Frederik huwde op 17 januari 1372 voor een tweede maal, dit keer met Antonia van Baux. Zij overleed binnen twee jaar en hij verloofde zich vervolgens met Antonia Visconti. Hij overleed echter voor het huwelijk kon plaatsvinden. Daarnaast verwekte hij ook nog een buitenechtelijk kind bij een onbekende maîtresse:
- Willem

- International Standard Name Identifier: 0000 0003 9376 5346
- Nederlandse Thesaurus van Auteursnamen: 073384178
- Istituto Centrale per il Catalogo Unico: RMLV066476
- Virtual International Authority File: 288138670
- WorldCat: E39PBJqjYbRkmqJcJXwtpvppT3